# Lionel Wilson
Lionel Wilson, född Lionel Lazarus Salzer 22 mars 1924 i New York, död 30 april 2003, var en amerikansk röstskådespelare. Han kanske är mest känd för att ha gjort rösten åt Hjalmar Höson i Kurage, den hariga hunden. Han dog i lunginflammation.